# Militärgeheimnis

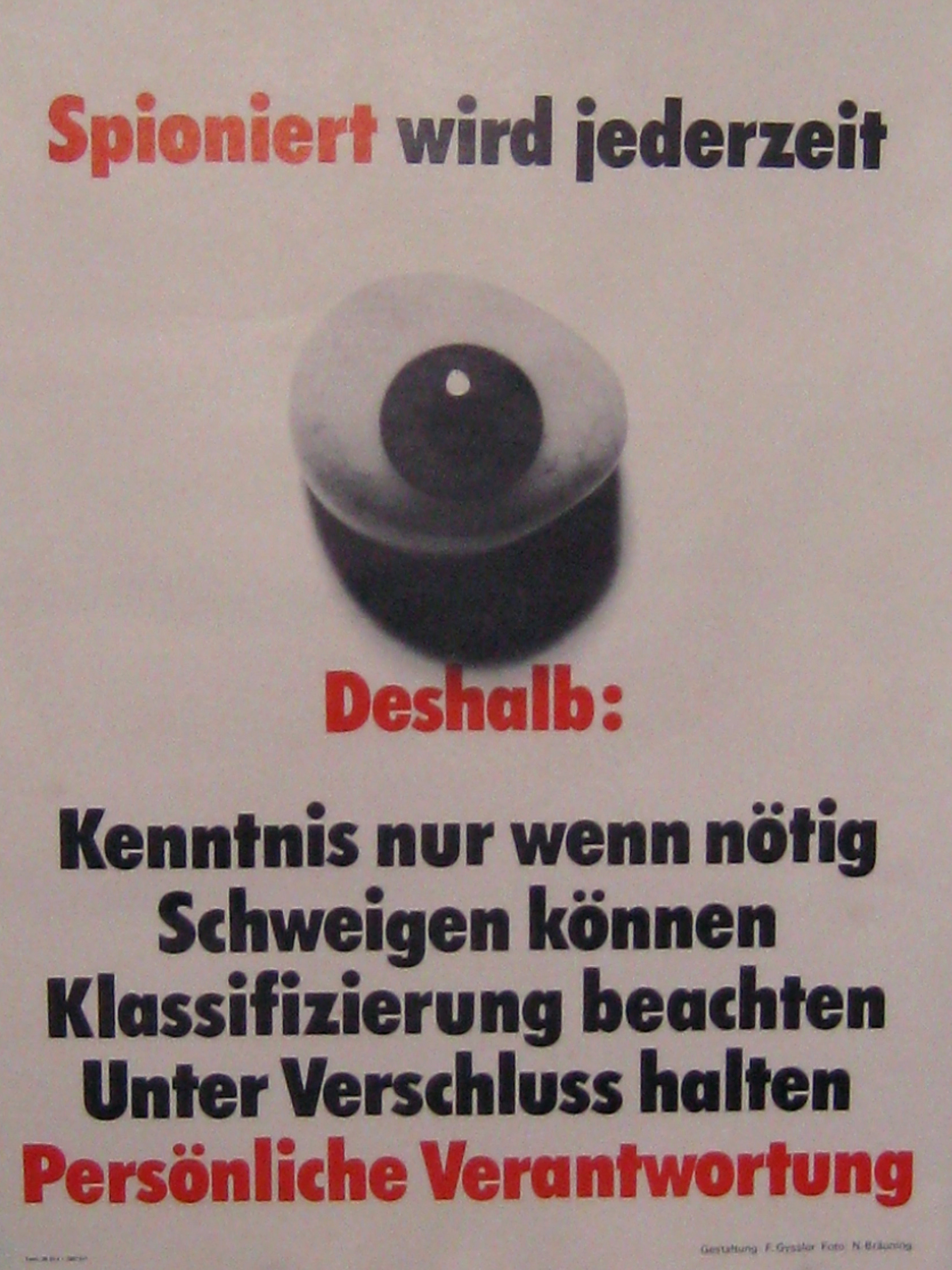
Geheimhaltungsplakat der Schweizer Armee

Ein Militärgeheimnis oder Militärisches Geheimnis ist eine militärische Information, die wegen eines Gesetzes, einer Verordnung oder eines Befehls niemandem zugänglich gemacht werden darf, für den diese Information nicht ausdrücklich bestimmt ist. Da die Landesverteidigung zu den grundlegenden Interessen eines Staates gehört und der Informationsvorsprung im militärischen Bereich sehr oft über Sieg oder Niederlage beziehungsweise über Krieg und Frieden entscheidet, werden Informationen in diesem Bereich grundsätzlich besonders (straf-)gesetzlich geschützt.
Während das Fotografieren von militärischen Einrichtungen fast überall verboten ist, trifft dies darüber hinaus in vielen Ländern aus militärischen Gründen auch für Bahnhöfe, Brücken, Tunnel, Häfen, Flugplätze, Kraftwerke, Sende- und Industrieanlagen zu.

## Deutschland

### Militärgeheimnisse im Nationalsozialismus 1933–1945
Zur Zeit des Nationalsozialismus wurden im militärischen Bereich die grundlegenden Anforderungen zur Geheimhaltung in der Verschlußsachen-Vorschrift (H.Dv. 99, M.Dv.Nr. 9, L.Dv.99 – vom 1. Oktober 1935 und vom 1. August 1943) festgelegt. Hierbei wird der Begriff der Verschlusssache wie folgt definiert: „Verschlußsachen im Sinne dieser Vorschrift sind Schriften und Schriftstücke, die zum Wohle des Reiches, insbesondere im Interesse der Landesverteidigung oder aus anderen dienstlichen Gründen eines besonderen Geheimschutzes bedürfen.“
Die Verschlusssachen wurden in drei Geheimhaltungsgrade eingeteilt:
1. „Nur für den Dienstgebrauch“ (N.f.D.)
2. „Geheim“ (g.)
3. „Geheime Kommandosache“ (g.Kdos.)

Die Verschlusssachen-Vorschrift regelte genau die Kennzeichnung, die Verteilung, die Vernichtung und das Verhalten bei Verlust. Die GKdos trugen oft den Zusatz „nur durch Offizier“.

### Militärgeheimnisse in der Bundesrepublik Deutschland ab 1949
Das Strafrecht der Bundesrepublik Deutschland kennt diesen Begriff zwar nicht, militärische Geheimnisse werden aber auf der einen Seite als Staatsgeheimnisse durch die §§ 93 bis § 101a StGB (Landesverrat und Ähnliches) geschützt. Auf der anderen Seite werden bestimmte Arten von Militärgeheimnissen durch § 109f und § 109g StGB vor dem Ausforschen, Abbilden und Veröffentlichen geschützt. Insbesondere sind Lichtbilder, auch aus der Luft, verboten.
Heute werden Verschlusssachen gemäß § 4 des Sicherheitsüberprüfungsgesetzes entsprechend ihrer Schutzbedürftigkeit von einer amtlichen Stelle des Bundes oder auf deren Veranlassung in folgende Geheimhaltungsgrade eingestuft:
1. STRENG GEHEIM, wenn die Kenntnisnahme durch Unbefugte den Bestand oder lebenswichtige Interessen der Bundesrepublik Deutschland oder eines ihrer Länder gefährden kann,
2. GEHEIM, wenn die Kenntnisnahme durch Unbefugte die Sicherheit der Bundesrepublik Deutschland oder eines ihrer Länder gefährden oder ihren Interessen schweren Schaden zufügen kann,
3. VS-VERTRAULICH, wenn die Kenntnisnahme durch Unbefugte für die Interessen der Bundesrepublik Deutschland oder eines ihrer Länder schädlich sein kann,
4. VS-NUR FÜR DEN DIENSTGEBRAUCH, wenn die Kenntnisnahme durch Unbefugte für die Interessen der Bundesrepublik Deutschland oder eines ihrer Länder nachteilig sein kann.

## Österreich
Im österreichischen Militärstrafgesetz wird die vorsätzliche Preisgabe eines militärischen Geheimnisses in den § 26 (Vorsätzliche Preisgabe eines militärischen Geheimnisses) und § 27 (Fahrlässige Preisgabe eines militärischen Geheimnisses) geregelt.

## Schweiz
Das schweizerische Militärstrafgesetz vom 13. Juni 1927 (MStG; SR 321.0) stellt die Verletzung militärischer Geheimnisse in Art. 106 unter Strafe.
Aufgrund der Möglichkeit disziplinarischer Ahndung eines Verstosses gegen diese Norm können entsprechende Sanktionen nicht nur von den Organen der Militärjustiz, sondern in leichten Fällen auch von den Truppenkommandanten verhängt werden.

## Beispiele von Militärgeheimnissen
- Geografische Karten mit militärischen Informationen wurden nicht öffentlich zugänglich gemacht. So erstellte z. B. das schweizerische Militärdepartement (EMD) zwischen 1888 und 1952 geheime Festungskarten.[1] Nach 1945 fokussierten sich die Schweizer Kartografen darauf, wichtige militärische Anlagen im Kartenbild gezielt zu verbergen: Militärflugplätze, Panzersperren, Rüstungsfabriken und viele weitere strategisch relevante Objekte verschwanden aus den Karten.[1]
- Im Zweiten Weltkrieg wurden vom US-amerikanischen Militär Angehörige der Stämme der Navajo, Irokesen und der Komantschen für den Funkverkehr eingesetzt. Die Sprache war nicht dokumentiert. Bis 1968 durften die Code Talker nicht einmal ihren Familien von ihrem Auftrag erzählen, siehe Navajo-Code.
- Frankreich deklarierte die Umstände der Castor-Transporte wiederholt als Militärgeheimnis, um eine Veröffentlichung zu verhindern.
- In der Spiegel-Affäre wurden Tatsachen der Landesverteidigung veröffentlicht, die die damalige Bundesregierung als militärische Geheimnisse einordnete.